# Boris Becker (vidéaste)
Pour les articles homonymes, voir Boris Becker et Becker.
Boris Becker, également connu sous le nom de Mr Boris Becker, né Boris Becker Bule Mbelu le 16 mai 1993, est un danseur belge, vidéaste web et une personnalité Internet. Il s'est fait connaître sur internet en piégeant des personnes ou des célébrités dans la rue.

## Biographie

### Jeunesse
Boris Becker grandit à Anvers, en Belgique.

### Carrière
Boris Becker se fait connaître en 2017 sur Facebook.
En 2019, il fait une blague au rappeur français Maes ou Boris Becker se fait passé pour un anglais qui veut une photo avec lui.
En 2021, il collabore avec le PSG pour la sortie d'un nouveau maillot, pour l'inauguration de l'Académie du Paris Saint-Germain au Rwanda.
En juin 2021, il infiltre la sécurité de Travis Scott lors de la Fashion week à Paris. Par la suite, Travis Scott le bloque sur Instagram.
En novembre 2021, il interviewe Will Smith avant la sortie du film La Méthode Williams.

### Vie privée
Boris Becker est fan de sport de combat.

## Affaires judiciaires
En janvier 2021, lors du troisième confinement national du COVID-19 en Angleterre, Boris Becker est arrêté et incarcéré pendant quatre jours pour être dehors « sans excuse raisonnable ». Il déclare que la police l'a traité comme un criminel.
En novembre 2021, la RATP porte plainte contre lui et un autre influenceur Fukay1070 après qu'ils se sont filmés en train de faire semblant de conduire le métro dans une vidéo publiée sur Instagram jugeant cette blague de mauvais goût.